# La Dernière Grenade
Pour plus de détails, voir Fiche technique et Distribution.
La Dernière Grenade (The Last Grenade) est un film de guerre britannique réalisé en 1969 par Gordon Flemyng et sorti l'année suivante.

## Synopsis
Crise congolaise. Au Congo, dans les années 1960, le commandant Harry Grigsby dirige une équipe de mercenaires. Un jour, sa petite armée, à bout de force, se retrouve encerclée par l'ennemi. Harry décide de faire appel à son vieil ami Thompson, lui-même mercenaire. Quelques heures après avoir émis son message, il entend l'hélicoptère de Thompson arriver. À sa grande surprise, son collègue se joint à ses adversaires. C'est le coup d'envoi d'un affrontement sanglant...

## Fiche technique
- Titre original : The Last Grenade
- Titre français : La dernière Grenade
- Réalisation : Gordon Flemyng
- Scénario : Kenneth Ware adapté par James Mitchell et John Sherlock d'après un roman de John Sherlock
- Musique : John Dankworth
- Montage : Ann Chegwidden et Ernest Hosler
- Directeur de la photographie : Alan Hume
- Création des décors : Anthony Pratt
- Création des costumes : Beatrice Dawson
- Maquillages spéciaux : Wally Schneiderman
- Effets spéciaux : Pat Moore
- Producteur : Josef Shaftel
- Producteur associé : René Dupont
- Compagnie de production : Lockmore
- Compagnie de distribution : Cinerama Releasing Corporation
- Pays d'origine :  Royaume-Uni
- Langue : Anglais Mono
- Durée : 94 minutes
- Couleur : Eastmancolor
- Ratio écran : 2.35:1
- Format négatif : 35 mm
- Procédé cinématographique : Panavision anamorphique
- Sortie : mars 1970  États-Unis - 24 juin 1970  France

## Distribution
- Stanley Baker (VF : Raymond Loyer) : le major Harry Grigsby
- Alex Cord (VF : Marc de Georgi) : Kip Thompson
- Honor Blackman (VF : Jacqueline Porel) : la générale Katherine Whiteley
- Richard Attenborough (VF : William Sabatier) : le général Charles Whiteley
- Rafer Johnson : Joe Jackson
- Andrew Keir (VF : François Maistre) : Gordon Mackenzie
- Ray Brooks (VF : Philippe Mareuil) : le lieutenant David Coulson
- Julian Glover (VF : Pierre Trabaud) : Andy Royal
- John Thaw (VF : Gabriel Cattand) : Terry Mitchell
- A.J. Brown (VF : Jean-Henri Chambois) : le gouverneur
- Paul Dawkins (VF : André Valmy) : le commissaire Doyle
- Philip Latham (VF : Jean Berger) : Adams
- Neil Wilson (VF : Louis Arbessier) : Wilson
- Gerald Sim (VF : Jean-Henri Chambois) : le docteur Griffiths
- Kenji Takaki (VF : Jean Berton) : Te Ching, le guide